# Josef Formánek (spisovatel)
Josef Formánek (* 16. června 1969 Ústí nad Labem) je český prozaik, reportér, redaktor a cestovatel.

## Život
Narodil se v Ústí nad Labem; vystudoval Střední zemědělskou technickou školu v Roudnici nad Labem. Roku 1992 založil společně s Miroslavem Urbánkem geografický magazín Koktejl. Téměř třináct let působil jako jeho šéfredaktor a díky své práci procestoval přes třicet zemí světa, z nichž ho nejvíce ovlivnil ostrov Siberut. Stál také u zrodu časopisů Oceán, Everest, Fénix, Kleopatra, Nevěsta a časopisu pro děti Říše divů. Inicioval realizaci rekvalifikačního kurzu „Redaktor časopisu“, který probíhal přímo v redakci magazínu Koktejl za spolupráce s několika známými fotografy, cestovateli a autory. Dnes se Josef Formánek věnuje výhradně spisovatelské činnosti; doposud napsal devítku knih. Josef Formánek má dceru Karolínu, kterou by jednou chtěl vzít s sebou na ostrov Siberut a ukázat jí veškeré moudro přírodních národů a tajemné kouzlo pralesa.

## Autor a ostrov Siberut
Josef Formánek navštívil Siberut třikrát; v letech 1997 a 2000 žil na ostrově, který se nachází v Indickém oceánu západně od Sumatry, přibližně půl roku. Jeho další cesta se konala v rámci dvouměsíční humanitární mise po prosincové vlně tsunami roku 2005. Přírodní národy autora fascinují a ostrov Siberut považuje za svůj druhý domov. Zážitky z pobytu a ze setkávání s lidmi kmene Mentawaj popsal v cestopisných pasážích svého debutu. Před odjezdem se naučil základy mentawajského jazyka z misionářského mentawajsko-německého slovníku. Poprvé jel na Siberut se svými dvěma kamarády na dva měsíce; podruhé strávil na ostrově tři měsíce v doprovodu studenta indonéštiny z Karlovy univerzity. Při této návštěvě sbíral artefakty pro plánovanou výstavu. Nechal si udělat rituální mentawajské tetování celé horní části těla, jež pomocí geometrických obrazců představuje prales a Slunce – dárce života. Deset let také nosí na rukou červené a žluté šamanské korálky, které ho mají ochránit před zlými duchy.
Na podzim roku 2002 vystavoval v Národním muzeu mentawajské artefakty a fotografie v expozici pojmenované „Siberut – Oči duchů“. Tato expozice proběhla v rámci výstavy „Tajemná Indonésie“, kterou Josef Formánek pořádal společně s Jiřím Hanzelkou, Miroslavem Zikmundem, Rudolfem Švaříčkem a Miloslavem Stinglem; další výstavy jeho exponátů se konaly v Prachaticích a Karlových Varech. Po vlně tsunami v Indonésii 26. prosince 2004 Josef Formánek realizoval na základě iniciativy galeristy Hrušky projekt s názvem „Nejsme sami“, kterým chtěl podpořit oblasti postižené katastrofou. Šedesát šest keramických hlav českých umělců bylo pomalováno a na aukci vydraženo za 686 400 korun. Výtěžek byl věnován na nákup materiální humanitární pomoci, konkrétně vybavení pro školy, školky a šicí dílny.  Josef Formánek se jako dobrovolník zúčastnil mise Českého červeného kříže a zmíněnou materiální pomoc odvezl do Acehu na Sumatře, na Seychelské ostrovy a na ostrov Siberut. Při této dvouměsíční cestě podstoupil na Siberutu šamanský rituál zasvěcení. Šamanské zkoušky prozatím nevykonal.
Formánek se snažil zakročit proti působení misionářů v necivilizovaných pralesních oblastech. Roku 1995 napsal otevřený dopis papeži Janu Pavlu II., na jehož základě mu byl zprostředkován rozhovor s pražským nunciem Giovannim Coppou; při rozhovoru se však Formánkovi nedostalo pochopení.

## Dílo
Formánkově spisovatelské etapě předcházela etapa cestovatelská. Objevování a poznávání, jaké znal z cestopisných knih, které rád četl jako kluk[zdroj?], se pro něj staly inspirací. Z nspočetných zážitků z cestování vycházela touha se o nově nabyté rozdělit, ať už reportáží, nebo knižně. Svůj debut Prsatý muž a zloděj příběhů tvořil sedm let. Vyšel roku 2003 a stal se nejúspěšnějším debutem desetiletí – doposud (červen 2013) se prodalo více než 72 000 výtisků. V roce 2019 vyšlo díky čtenářské odezvě 14. vydání. Léta 2004 vznikla audiokniha, načtená hercem Národního divadla Jiřím Štěpničkou.
Druhá kniha, Létající jaguár vyšla roku 2004; vznikla v rekordním časovém rozmezí. Spisovatel se vsadil se svým nakladatelem Ivem Železným, že napíše novelu za 12 hodin (nakonec se mu to podařilo v čase kratším – 11 hodin a 19 minut). Nakladatel ji za dalších 12 hodin vydal. Výtěžek z prvního vydání (700 svazků) ve výši 68 000 korun byl věnován nově otevřenému pavilonu slonů v ústecké zoo. V roce 2011 vyšlo 5. vydání Létajícího jaguára.
Třetí Formánkova kniha, Mluviti pravdu: brutální román o lásce k životu vyšla roku 2008. Prodalo se jí do poloviny roku 2013 přes 26 000 výtisků; druhé vydání následovako roku 2014.
Čtvrtá kniha, Umřel jsem v sobotu, kterou psal autor dva roky, byla vydána roku 2011.
Dílo Syn větru a prsatý muž: příběhy života, jakkoliv ubohého i vznešeného vyšlo v roce 2013, v audiopodobě roku 2016
Šesté dílo, Úsměvy smutných mužů: zápisky z léčebny vyšlo v roce 2014 (audio 2016). Kniha se stala předlohou pro stejnojmenný film natočený v roce 2018.
Dvě slova jako klíč: laskavá kniha o podivuhodných osudech dotýkajících se života Teodora D. vyšla roku 2016.
V roce 2020 vyšla Kniha o tichu, o níž autor napsal: „Je jiná než moje ostatní. Je o klidu. Je jinak psaná. Sama se poskládala podle toho, koho jsem potkal. Stal se ze mne obyčejný vypravěč neobyčejných příběhů opsaných od života.“ Rok na to vyšlo druhé vydání.
Na podzim 2023 se na trh dostala kniha Nevím: Pár dnů, myšlenek a kouzelná skleněná kulička, nesená na vlně návratu do dětských let ve slohu deníkových záznamů.
Všechna díla spojuje autobiografičnost, vrstevnatost, formální členění na mnoho kapitol a podkapitol, ilustrace kreslíře Dalibora Nesnídala, a především hlavní téma – hledání smyslu lidského života.
Knihy Prsatý muž a zloděj příběhů a Mluviti pravdu přeložila do francouzštiny Christina La Ferreira, knihu Mluviti pravdu do němčiny Martin Roscher.
Josef Formánek je autorem scénáře pro televizní film a spoluautorem scénáře k filmu Úsměvy smutných mužů. 27. července 2023 měl premiéru snímek Dvě slova jako klíč; jde o volné pokračování Úsměvů smutných mužů.